# Tiempos difíciles
Tiempos Difíciles é o álbum de estréia do roqueiro argentino Juan Carlos Baglietto. Foi lançado em 1982 com o selo EMI Music (EMI Odeon SAIF Argentina S.A.).
Teve expressiva vendagem, sendo o primeiro disco argentino de rock a alcançar certificação de ouro.
O álbum, a principio, se chamaria "Tiempos de Guerra", em alusão a Guerra das Malvinas.

## Faixas
| N.º            | Título                          | Compositor(es)                   | Duração |  |
| 1.             | "Mirta, de regreso"             | Adrián Abonizio                  | 4:35    |  |
| 2.             | "Aunque mañana no estés"        | Fito Páez                        | 3:02    |  |
| 3.             | "Era en abril"                  | Jorge Fandermole                 | 4:44    |  |
| 4.             | "Los nuevos brotes"             | Rubén Goldín, Juan Monfrini      | 3:42    |  |
| 5.             | "Puñal tras puñal"              | Fito Páez                        | 5:58    |  |
| 6.             | "Sobre la cuerda floja"         | Fito Páez                        | 5:36    |  |
| 7.             | "Dulce pájaro"                  | Rubén Goldín                     | 2:22    |  |
| 8.             | "La música del Río de la Plata" | Juan Carlos Baglietto, Fito Páez | 3:46    |  |
| 9.             | "Sin luna"                      | Rubén Goldín                     | 6:25    |  |
| 10.            | "La vida es una moneda"         | Fito Páez                        | 3:45    |  |
| Duração total: | Duração total:                  | Duração total:                   | 43:55   |  |

## Créditos
- Juan Carlos Baglietto - guitarra, violão, voz
- Silvina Garré: back-vocal.
- Fito Páez: teclados, arreglos e direção.
- Rubén Goldín: guitarra.
- Sergio Sainz: baixo.
- José "Zappo" Aguilera: bateria.

## Vendas e Certificações
| Ano  | Órgão | Certificação/Vendas | Vendas   |
| ---- | ----- | ------------------- | -------- |
| 1982 | CAPIF | 2× platina          | 130.000+ |

## Prêmios e Honrarias
- A revista Rolling Stone Argentina colocou este álbum na posição n.º 98 da lista "los 100 mejores discos del rock argentino".[5]